# Домиций Латрониан
Доми́ций Латрониа́н (лат. Domitius Latronianus) — римский политический деятель первой половины IV века.
Латрониан, как кажется, происходил из Испании. До 314 года он занимал должность корректора Сицилии. В промежутке между 312 и 324 годом Латрониан находился на посту проконсула Африки.
Его потомком, возможно, был писатель Латрониан.